# Joanna Bryson
Joanna Bryson (Milwaukee, 1965) es profesora asociada en el Departamento de Informática de la Universidad de Bath. Trabaja en Inteligencia Artificial, ética y cognición colaborativa. Es ciudadana británica desde 2007.

## Educación
Bryson asistió a Glenbard North High School y se graduó en 1982. Estudió Ciencias del Comportamiento en la Universidad de Chicago, graduándose en 1986. En 1991 se trasladó a la Universidad de Edimburgo, donde completó sucesivamente un máster en Psicología y uno en Inteligencia Artificial. En 2001 completó su doctorado, con su tesis "Inteligencia por diseño: principios de modularidad y coordinación para agentes adaptativos complejos de ingeniería". En 1995 trabajó para LEGO como consultora de IA, investigando técnicas de programación orientadas a los niños para el producto que se convirtió en LEGO Mindstorms. Completó una beca posdoctoral en Neurociencia Cognitiva de Primates en la Universidad de Harvard en 2002.

## Investigación
Se unió al Departamento de Ciencias de la Computación en la Universidad de Bath en 2002. Allí fundó el grupo de investigación de Sistemas Inteligentes. En 2007 se unió a la Universidad de Nottingham como investigadora visitante en el Instituto de Métodos y Datos.  Durante este tiempo, fue compañera de Hans Przibram en el Instituto Konrad Lorenz para la Evolución y la Cognición. Se unió a la Universidad de Oxford como investigadora visitante en 2010, trabajando con Harvey Whitehouse sobre el impacto de la religión en las sociedades.
En 2010, Bryson publicó Robots Should Be Slaves. Ayudó al EPSRC a definir los Principios de Robótica en 2010. En 2015 fue académica visitante en el Centro de Políticas de Tecnología de la Información de la Universidad de Princeton, donde aún permanece como afiliada. Su línea de investigación es "Estandarizar el diseño ético para la inteligencia artificial y los sistemas autónomos".
La investigación de Bryson ha aparecido en Science y en Reddit. Ha consultado a la Cruz Roja sobre armas autónomas y ha asesorado sobre Inteligencia Artificial a todos los grupos parlamentarios.
En 2017 ganó un premio al Logro Sobresaliente de Cognition X. Aparece regularmente en los medios nacionales, hablando sobre las relaciones humano-robot y la ética de la IA.